# Mistrovství světa ve fotbale hráčů do 20 let 1995
Mistrovství světa ve fotbale hráčů do 20 let 1995 bylo 10. ročníkem tohoto turnaje. Vítězem se stala argentinská fotbalová reprezentace do 20 let.

## Kvalifikované týmy
| Konfederace                                   | Kvalifikační turnaj                                       | Kvalifikováni                                  |
| --------------------------------------------- | --------------------------------------------------------- | ---------------------------------------------- |
| AFC (Asie)                                    | Mistrovství Asie ve fotbale hráčů do 19 let 1994          | Japonsko Sýrie                                 |
| CAF (Afrika)                                  | Mistrovství Afriky ve fotbale hráčů do 20 let 1995        | Burundi1 Kamerun                               |
| CONCACAF (Severní, Střední Amerika a Karibik) | Mistrovství ve fotbale zemí CONCACAF hráčů do 20 let 1995 | Kostarika Honduras                             |
| CONMEBOL (Jižní Amerika)                      | Mistrovství Jižní Ameriky ve fotbale hráčů do 20 let 1995 | Argentina Brazílie Chile                       |
| OFC (Oceánie)                                 | Mistrovství Oceánie ve fotbale hráčů do 20 let 1995       | Austrálie                                      |
| UEFA (Evropa)                                 | Mistrovství Evropy ve fotbale hráčů do 19 let 1994        | Německo Nizozemsko Portugalsko Rusko Španělsko |
| Hostitel                                      | Hostitel                                                  | Katar                                          |

1 Tým, který se účastnil poprvé v historii.

## Základní skupiny

### Skupina A
| Tým      | B | Z | V | R | P | VG | IG | +/- |
| -------- | - | - | - | - | - | -- | -- | --- |
| Brazílie | 7 | 3 | 2 | 1 | 0 | 8  | 0  | +8  |
| Rusko    | 5 | 3 | 1 | 2 | 0 | 3  | 1  | +2  |
| Sýrie    | 3 | 3 | 1 | 0 | 2 | 1  | 8  | -7  |
| Katar    | 1 | 3 | 0 | 1 | 2 | 1  | 4  | -3  |

| 13. dubna 1995 20:15 |          |           |                                                                                         |
| Katar                | 1:1      | Rusko     | Chalífův mezinárodní stadion, Dauhá diváci: 65 000 rozhodčí: Hermann Albrecht (Německo) |
| Al Enazi 54'         | (Report) | Semak 52' | Chalífův mezinárodní stadion, Dauhá diváci: 65 000 rozhodčí: Hermann Albrecht (Německo) |

| 14. dubna 1995 17:15 |          |                                                             |                                                                                   |
| Sýrie                | 0:6      | Brazílie                                                    | Chalífův mezinárodní stadion, Dauhá diváci: 40 000 rozhodčí: Alain Sars (Francie) |
|                      | (Report) | Reinaldo 12' (pen.), 25', 70' Élder 67' Caio 73' Murilo 85' | Chalífův mezinárodní stadion, Dauhá diváci: 40 000 rozhodčí: Alain Sars (Francie) |

| 16. dubna 1995 17:15 |          |           |                                                                                        |
| Katar                | 0:1      | Sýrie     | Chalífův mezinárodní stadion, Dauhá diváci: 60 000 rozhodčí: Dermot Gallagher (Anglie) |
|                      | (Report) | Boshi 52' | Chalífův mezinárodní stadion, Dauhá diváci: 60 000 rozhodčí: Dermot Gallagher (Anglie) |

| 17. dubna 1995 17:15 |          |          |                                                                                    |
| Rusko                | 0:0      | Brazílie | Chalífův mezinárodní stadion, Dauhá diváci: 5 000 rozhodčí: Gamal Ghandour (Egypt) |
|                      | (Report) |          | Chalífův mezinárodní stadion, Dauhá diváci: 5 000 rozhodčí: Gamal Ghandour (Egypt) |

| 19. dubna 1995 17:15 |          |                    |                                                                                                 |
| Katar                | 0:2      | Brazílie           | Chalífův mezinárodní stadion, Dauhá diváci: 40 000 rozhodčí: Ramón Luis Méndez Vega (Kostarika) |
|                      | (Report) | Caio 50' Élder 61' | Chalífův mezinárodní stadion, Dauhá diváci: 40 000 rozhodčí: Ramón Luis Méndez Vega (Kostarika) |

| 19. dubna 1995 17:15      |          |       |                                                                             |
| Rusko                     | 2:0      | Sýrie | Al-Ahly Stadium, Dauhá diváci: 3 000 rozhodčí: Javier Castrilli (Argentina) |
| Chumačenko 2' Lysenko 90' | (Report) |       | Al-Ahly Stadium, Dauhá diváci: 3 000 rozhodčí: Javier Castrilli (Argentina) |

### Skupina B
| Tým       | B | Z | V | R | P | VG | IG | +/- |
| --------- | - | - | - | - | - | -- | -- | --- |
| Španělsko | 9 | 3 | 3 | 0 | 0 | 13 | 5  | +8  |
| Japonsko  | 4 | 3 | 1 | 1 | 1 | 5  | 4  | +1  |
| Chile     | 2 | 3 | 0 | 2 | 1 | 6  | 9  | -3  |
| Burundi   | 1 | 3 | 0 | 1 | 2 | 2  | 8  | -6  |

| 13. dubna 1995 17:15 |          |                                                            |                                                                          |
| Burundi              | 1:5      | Španělsko                                                  | Al-Ahly Stadium, Dauhá diváci: 1 000 rozhodčí: Marcio Rezende (Brazílie) |
| Ndayishimite 82'     | (Report) | Martínez 26' Raúl 36' Roger 40' (pen.) Etxeberria 72', 86' | Al-Ahly Stadium, Dauhá diváci: 1 000 rozhodčí: Marcio Rezende (Brazílie) |

| 14. dubna 1995 17:15     |          |                    |                                                                         |
| Chile                    | 2:2      | Japonsko           | Al-Ahly Stadium, Dauhá diváci: 2 000 rozhodčí: Charles Masembe (Uganda) |
| Rozental 11' (pen.), 67' | (Report) | Oki 47' Nakata 87' | Al-Ahly Stadium, Dauhá diváci: 2 000 rozhodčí: Charles Masembe (Uganda) |

| 16. dubna 1995 17:15 |          |              |                                                                                   |
| Burundi              | 1:1      | Chile        | Al-Ahly Stadium, Dauhá diváci: 3 000 rozhodčí: Ramón Luis Méndez Vega (Kostarika) |
| Butunungu 83'        | (Report) | Rozental 14' | Al-Ahly Stadium, Dauhá diváci: 3 000 rozhodčí: Ramón Luis Méndez Vega (Kostarika) |

| 17. dubna 1995 17:15 |          |            |                                                                               |
| Španělsko            | 2:1      | Japonsko   | Al-Ahly Stadium, Dauhá diváci: 4 000 rozhodčí: Zeli Sinko (Pobřeží slonoviny) |
| Roger 8' Raúl 83'    | (Report) | Nakata 69' | Al-Ahly Stadium, Dauhá diváci: 4 000 rozhodčí: Zeli Sinko (Pobřeží slonoviny) |

| 19. dubna 1995 19:45 |          |                                |                                                                                    |
| Burundi              | 0:2      | Japonsko                       | Chalífův mezinárodní stadion, Dauhá diváci: 4 000 rozhodčí: Gamal Ghandour (Egypt) |
|                      | (Report) | Yasunaga 10' Yamada 17' (pen.) | Chalífův mezinárodní stadion, Dauhá diváci: 4 000 rozhodčí: Gamal Ghandour (Egypt) |

| 19. dubna 1995 19:45                                                       |          |                                 |                                                                                    |
| Španělsko                                                                  | 6:3      | Chile                           | Al-Ahly Stadium, Dauhá diváci: 3 000 rozhodčí: Pascual Rebolledo Cárdenas (Mexiko) |
| Etxeberria 9', 13' Ochoa 20', 61' Míchel Salgado 47' De la Peña 80' (pen.) | (Report) | Rozental 52' Poli 77' Lobos 83' | Al-Ahly Stadium, Dauhá diváci: 3 000 rozhodčí: Pascual Rebolledo Cárdenas (Mexiko) |

### Skupina C
| Tým         | B | Z | V | R | P | VG | IG | +/- |
| ----------- | - | - | - | - | - | -- | -- | --- |
| Portugalsko | 9 | 3 | 3 | 0 | 0 | 7  | 2  | +5  |
| Argentina   | 6 | 3 | 2 | 0 | 1 | 5  | 3  | +2  |
| Nizozemsko  | 3 | 3 | 1 | 0 | 2 | 7  | 5  | +2  |
| Honduras    | 0 | 3 | 0 | 0 | 3 | 5  | 14 | -9  |

| 13. dubna 1995 17:15 |          |             |                                                                                     |
| Nizozemsko           | 0:1      | Argentina   | Qatar SC Stadium, Dauhá diváci: 2 000 rozhodčí: Pascual Rebolledo Cárdenas (Mexiko) |
|                      | (Report) | Garrone 90' | Qatar SC Stadium, Dauhá diváci: 2 000 rozhodčí: Pascual Rebolledo Cárdenas (Mexiko) |

| 14. dubna 1995 19:45    |          |                              |                                                                                              |
| Honduras                | 2:3      | Portugalsko                  | Chalífův mezinárodní stadion, Dauhá diváci: 10 000 rozhodčí: Emmanuel Dada Obafemi (Nigérie) |
| Guevara 26' Cabrera 34' | (Report) | Nuno Gomes 18', 66' Dani 53' | Chalífův mezinárodní stadion, Dauhá diváci: 10 000 rozhodčí: Emmanuel Dada Obafemi (Nigérie) |

| 16. dubna 1995 19:45                                            |          |                     |                                                                                         |
| Nizozemsko                                                      | 7:1      | Honduras            | Chalífův mezinárodní stadion, Dauhá diváci: 20 000 rozhodčí: Masayoshi Okada (Japonsko) |
| Wooter 3', 44' Witzenhausen 10', 24', 77' Gehring 67' Bouma 78' | (Report) | Oseguera 48' (pen.) | Chalífův mezinárodní stadion, Dauhá diváci: 20 000 rozhodčí: Masayoshi Okada (Japonsko) |

| 17. dubna 1995 19:45 |          |             |                                                                                    |
| Argentina            | 0:1      | Portugalsko | Chalífův mezinárodní stadion, Dauhá diváci: 8 000 rozhodčí: Rune Pedersen (Norsko) |
|                      | (Report) | Dani 71'    | Chalífův mezinárodní stadion, Dauhá diváci: 8 000 rozhodčí: Rune Pedersen (Norsko) |

| 20. dubna 1995 17:15 |          |                                       |                                                                                        |
| Nizozemsko           | 0:3      | Portugalsko                           | Chalífův mezinárodní stadion, Dauhá diváci: 4 000 rozhodčí: Hermann Albrecht (Německo) |
|                      | (Report) | Beto 9' (pen.) Dani 47' Agostinho 70' | Chalífův mezinárodní stadion, Dauhá diváci: 4 000 rozhodčí: Hermann Albrecht (Německo) |

| 20. dubna 1995 17:15          |          |                        |                                                                         |
| Argentina                     | 4:2      | Honduras               | Al-Ahly Stadium, Dauhá diváci: 3 000 rozhodčí: Nikolai Levnikov (Rusko) |
| Ibagaza 6' Pena 39', 42', 72' | (Report) | Guevara 48' Medina 60' | Al-Ahly Stadium, Dauhá diváci: 3 000 rozhodčí: Nikolai Levnikov (Rusko) |

### Skupina D
| Tým       | B | Z | V | R | P | VG | IG | +/- |
| --------- | - | - | - | - | - | -- | -- | --- |
| Kamerun   | 7 | 3 | 2 | 1 | 0 | 7  | 4  | +3  |
| Austrálie | 4 | 3 | 1 | 1 | 1 | 5  | 4  | +1  |
| Kostarika | 3 | 3 | 1 | 0 | 2 | 3  | 6  | -3  |
| Německo   | 2 | 3 | 0 | 2 | 1 | 3  | 4  | -1  |

| 13. dubna 1995 19:45       |          |           |                                                                                |
| Austrálie                  | 2:0      | Kostarika | Al-Ahly Stadium, Dauhá diváci: 1 000 rozhodčí: Rahman Al Zaid (Saúdská Arábie) |
| Viduka 51' Enes 74' (pen.) | (Report) |           | Al-Ahly Stadium, Dauhá diváci: 1 000 rozhodčí: Rahman Al Zaid (Saúdská Arábie) |

| 14. dubna 1995 19:45 |          |                |                                                                             |
| Kamerun              | 1:1      | Německo        | Al-Ahly Stadium, Dauhá diváci: 1 000 rozhodčí: Javier Castrilli (Argentina) |
| Simo 90'             | (Report) | Hinz 9' (pen.) | Al-Ahly Stadium, Dauhá diváci: 1 000 rozhodčí: Javier Castrilli (Argentina) |

| 16. dubna 1995 19:45 |          |                            |                                                                         |
| Austrálie            | 2:3      | Kamerun                    | Al-Ahly Stadium, Dauhá diváci: 5 000 rozhodčí: Nikolai Levnikov (Rusko) |
| Viduka 11', 72'      | (Report) | Ntamag 52', 90' Ndiefi 67' | Al-Ahly Stadium, Dauhá diváci: 5 000 rozhodčí: Nikolai Levnikov (Rusko) |

| 17. dubna 1995 19:45         |          |           |                                                                     |
| Kostarika                    | 2:1      | Německo   | Al-Ahly Stadium, Dauhá diváci: 5 000 rozhodčí: Alain Sars (Francie) |
| Bennette 42' (pen.) Soto 52' | (Report) | Walle 90' | Al-Ahly Stadium, Dauhá diváci: 5 000 rozhodčí: Alain Sars (Francie) |

| 20. dubna 1995 19:45 |          |          |                                                                                       |
| Austrálie            | 1:1      | Německo  | Chalífův mezinárodní stadion, Dauhá diváci: 4 000 rozhodčí: Marcio Rezende (Brazílie) |
| Viduka 54'           | (Report) | Rath 23' | Chalífův mezinárodní stadion, Dauhá diváci: 4 000 rozhodčí: Marcio Rezende (Brazílie) |

| 20. dubna 1995 19:45 |          |                          |                                                                          |
| Kostarika            | 1:3      | Kamerun                  | Al-Ahly Stadium, Dauhá diváci: 6 000 rozhodčí: Dermot Gallagher (Anglie) |
| Bennette 30'         | (Report) | Ndiefi 26' Essa 36', 75' | Al-Ahly Stadium, Dauhá diváci: 6 000 rozhodčí: Dermot Gallagher (Anglie) |

## Play off

### Čtvrtfinále
| 23. dubna 1995 17:15 |          |          |                                                                                        |
| Brazílie             | 2:1      | Japonsko | Chalífův mezinárodní stadion, Dauhá diváci: 5 000 rozhodčí: Hermann Albrecht (Německo) |
| Caio 26', 40'        | (Report) | Oku 15'  | Chalífův mezinárodní stadion, Dauhá diváci: 5 000 rozhodčí: Hermann Albrecht (Německo) |

| 23. dubna 1995 17:15             |          |                  |                                                                       |
| Španělsko                        | 4:1      | Rusko            | Al-Ahly Stadium, Dauhá diváci: 4 000 rozhodčí: Gamal Ghandour (Egypt) |
| Raúl 3' Etxeberria 13', 21', 62' | (Report) | Lipko 65' (pen.) | Al-Ahly Stadium, Dauhá diváci: 4 000 rozhodčí: Gamal Ghandour (Egypt) |

| 23. dubna 1995 20:15 |              |                         |                                                                                    |
| Portugalsko          | 2:1 (prodl.) | Austrálie               | Chalífův mezinárodní stadion, Dauhá diváci: 5 000 rozhodčí: Rune Pedersen (Norsko) |
| Agostinho 66', 100'  | (Report)     | Carlos Felipe 72' (vl.) | Chalífův mezinárodní stadion, Dauhá diváci: 5 000 rozhodčí: Rune Pedersen (Norsko) |

| 23. dubna 1995 20:15 |          |                          |                                                                     |
| Kamerun              | 0:2      | Argentina                | Al-Ahly Stadium, Dauhá diváci: 7 000 rozhodčí: Alain Sars (Francie) |
|                      | (Report) | Guerrero 37' Coyette 49' | Al-Ahly Stadium, Dauhá diváci: 7 000 rozhodčí: Alain Sars (Francie) |

### Semifinále
| 25. dubna 1995 17:15 |          |             |                                                                                                  |
| Brazílie             | 1:0      | Portugalsko | Chalífův mezinárodní stadion, Dauhá diváci: 10 000 rozhodčí: Pascual Rebolledo Cárdenas (Mexiko) |
| Caio 90'             | (Report) |             | Chalífův mezinárodní stadion, Dauhá diváci: 10 000 rozhodčí: Pascual Rebolledo Cárdenas (Mexiko) |

| 25. dubna 1995 20:15 |          |                                      |                                                                                         |
| Španělsko            | 0:3      | Argentina                            | Chalífův mezinárodní stadion, Dauhá diváci: 10 000 rozhodčí: Hermann Albrecht (Německo) |
|                      | (Report) | Biagini 21' Coyette 54' Chaparro 81' | Chalífův mezinárodní stadion, Dauhá diváci: 10 000 rozhodčí: Hermann Albrecht (Německo) |

### O 3. místo
| 28. dubna 1995 14:45         |          |                                   |                                                                                              |
| Portugalsko                  | 3:2      | Španělsko                         | Chalífův mezinárodní stadion, Dauhá diváci: 50 000 rozhodčí: Rahman Al Zaid (Saúdská Arábie) |
| Nuno Gomes 68', 82' Dani 73' | (Report) | Míchel Salgado 25' De la Peña 38' | Chalífův mezinárodní stadion, Dauhá diváci: 50 000 rozhodčí: Rahman Al Zaid (Saúdská Arábie) |

### Finále
| 28. dubna 1995 17:15 |          |                          |                                                                                        |
| Brazílie             | 0:2      | Argentina                | Chalífův mezinárodní stadion, Dauhá diváci: 65 000 rozhodčí: Dermot Gallagher (Anglie) |
|                      | (Report) | Biagini 25' Guerrero 89' | Chalífův mezinárodní stadion, Dauhá diváci: 65 000 rozhodčí: Dermot Gallagher (Anglie) |

## Vítěz
| Mistrovství světa ve fotbale hráčů do 20 let 1995 Argentina (2. titul) Joaquín Irigoytia • Sebastián Pena • Federico Domínguez • Gustavo Lombardi • Mariano Juan • Juan Pablo Sorín • Francisco Guerrero • Guillermo Larrosa • Carlos Arangio • Ariel Ibagaza • Leonardo Biagini • Gastón Pezzuti • Diego Crosa • Cristian Díaz • Andrés Garrone • Julio Bayon • Walter Coyette • Cristian Chaparro |